# Malin Glendert
Malin Rebbeca Glendert, född 2 maj 1981 i Barkåkra, är en svensk bowlare.
Glendert har tagit VM-silver i fem-mannalag 2003, VM-guld i all event och brons i två-mannalag vid U23-VM 2002. Hon har tidigare representerat klubbarna Sockerbruksknattarna och Falcon Ladies, men spelar nu[när?] för Spader Dam.